# 王延喆
王延喆（1483年—1541年），字子貞，南直隸蘇州府吳縣東洞庭山人，明朝政治人物。戶部尚書王鏊長子。

## 生平
早年隨父居京師，弘治末年歸里，多所興殖，數年間致產不訾。正德十一年（1516年）三月以父蔭為中書舍人，擢大理寺右寺副，出為兗州府推官，升尚寶司少卿、大理寺右寺丞，後稱疾歸里。好藏書，不惜以重金購書。嘉靖四年（1525年）刻印宋刊黃善夫本《史記集解索隱正義》130卷，被稱為《史記》佳本，嘉靖《史記》三刻之一。

## 家族
夫人毛氏（封宜人），右副都御史毛珵女。側室徐氏，生子王有壬，號文峰，太常寺少卿掌尚寶司事。孫王禹聲，萬曆十七年進士。